# Brandegg (Wald ZH)
Die Brandegg ist ein Berg im Tössbergland im Zürcher Oberland in der Schweiz. Sie bildet die höchste Erhebung im Gemeindegebiet von Wald.

## Geografie
Die Brandegg (1243 m ü. M.) ist ein in Nord-Süd-Richtung verlaufender Höhenzug mit dem höchsten Punkt im Norden und dem kaum eingesattelten Nebengipfel Scheidegg (1238 m ü. M.) dreihundert Meter weiter südlich. Weitere dreihundert Meter südlich liegt das Gasthaus Alp Scheidegg (1196 m). Vorgelagert sind im Süden der Scheidegghoger (1169 m) und der Josenberg (1085 m), und im Nordwesten der Dürrspitz (1202 m) und die Oberegg (1107 m). Nordöstlich der Brandegg liegt der relativ selbstständige Hüttchopf (1232 m / Schartenhöhe 86 m). Über den Hüttchopf verläuft die Gemeindegrenze zwischen Fischenthal und Wald.

Gasthaus Alp Scheidegg mit Hüttchopf, Blick nach Nordosten auf die Vordertöss und das Schnebelhorn (Luftaufnahme von Werner Friedli, 1955)

Östlich der Brandegg fliesst die Vordere Töss Richtung Norden, auf der anderen Talseite liegt der Tössstock. An der Tössscheidi vereinigen sich Vordere und Hintere Töss zur Töss.
Die Brandegg bildet die Wasserscheide zwischen Töss und Jona. Westlich des Berges fliesst die Jona, an der südlichen Flanke der Schmittenbach in Richtung  Wald. An der Scheidegg entspringt der Hischwilerbach, der via Hischwil, Hintererli und Grosswis ins Jonatal fliesst; an der Brandegg der Lochbach, der via Loch, Raad und Neutal in die Jona fliesst. Zwischen Brandegg und Hüttchopf entspringt der Züttbach, der im Nordwesten via Mühlebach (Fischenthal) die Töss findet.
Die Alp Scheidegg ist erstmals 1517 beurkundet, 1760 wurde sie erneuert und vergrössert. 1813 wurde die Alp vom Kanton Zürich versteigert. 1845 kaufte der damalige Besitzer Heinrich Brändli die Besitzung Überzütt, die seit damals Bestandteil der Alp Scheidegg bildet.
Seit Beginn des 20. Jahrhunderts war die Alp Scheidegg in Besitz der Familie Brändle von Alt-St. Johann. Am  25. Februar 1925 wurde sie in einem Föhnsturm durch einen Brand zerstört. Durch Initiative von Otto Oberholzer von Raad (1872–1941) wurde am 31. März eine Genossenschaft gegründet, mit dem Ziel, die Alp wieder aufzubauen. Neben dem Stall entstand ein Kur- und Gasthaus. Unter 90 Bewerbern wurde das Ehepaar Josef und Berta Steuble-Fuster ausgesucht, die ab 1. April 1926 die Alp und Gastwirtschaft als Pächter betrieben.
Zwischen  1936 und 1947 wurde die Scheidegg als Startplatz für die Segelfliegerei benutzt.
Nach Josef Steubles Tod 1944 führte Berta Steuble die Alp weiter, nach ihr die Tochter Cäcilia mit Ehemann Bernhard Schnyder-Steuble,  von 2001 bis 2015 die Familie Züger, seit 2015 die Familie Rastoder.
Auf der Alp Scheidegg weiden im Sommer rund 150 Rinder auf 38 ha.